# Playa del Parador de Mazagón
La playa del Parador es una playa natural situada en el término municipal de Palos de la Frontera (Huelva), si bien es gestionada por el ayuntamiento de Moguer por acuerdos suscritos entre ambas administraciones a través de la mancomunidad de municipios del núcleo costero de Mazagón, forma parte de la costa oriental de la provincia de Huelva.

## Origen
La playa se ubica a los pies del acantilado del Arenosillo, del cual recibe sus aportes arenosos. 

## Características
Posee alrededor de  km de arena fina y dorada, propia de la costa atlántica, e impresionante paisaje que componen los pinares que, desde los médanos milenarios, se asoman a un mar sereno que alberga una fauna marina de excepcional riqueza y diversidad. La Playa del Parador cuenta con el distintivo de Bandera Azul que la califica como una de las mejores del litoral español, lo que conlleva no sólo el reconocimiento a la calidad del agua y de la arena de playa, sino a todos los dispositivos de vigilancia, salvamento, información o limpieza, que se activan desde el Ayuntamiento de Moguer, ayuntamiento encargado de la gestión de esta playa. 
El acceso está situado en la carretera de acceso al Parador Nacional de Mazagón.